# Invasiones de tártaros en Rusia en el siglo XVI

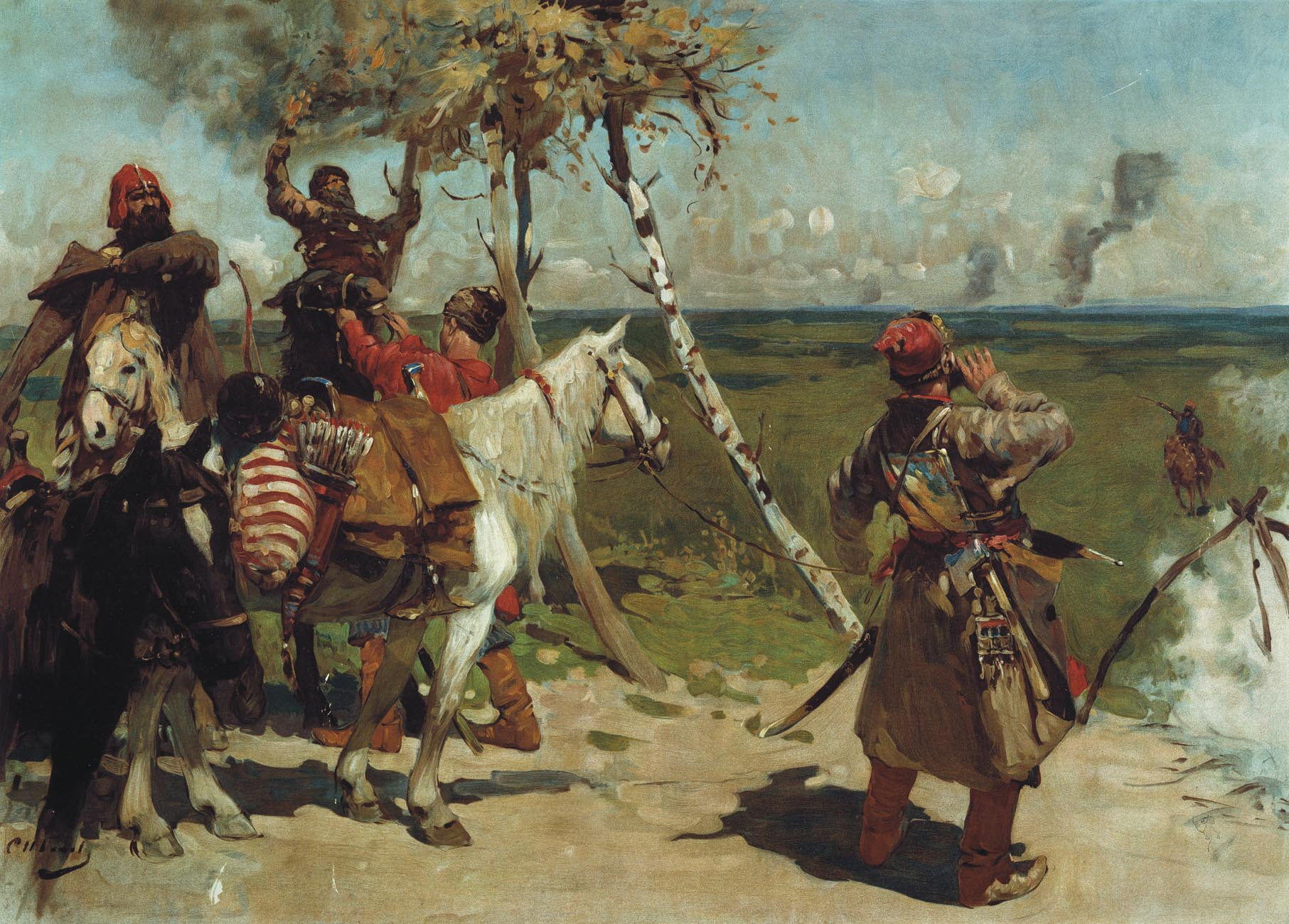
Moscovitas en la frontera sur del Principado de Moscú, en un cuadro de Serguéi Ivanov.

El Kanato de Crimea hacia 1600, y la línea fronteriza con el Principado de Moscú.

Las invasiones de los tártaros de Crimea en la Rusia del siglo XVI (o guerras ruso-crimeas) habían comenzado en 1507, después de la muerte del duque de Moscú Iván III, cuando el Kanato de Crimea (o Kanato) atacó las ciudades rusas de Beliov y Kozelsk.
En el siglo XVI la frontera de las Estepas Salvajes se hallaba en las cercanías de la antigua ciudad de Riazán, siguiendo aproximadamente el curso del río Oká, uno de los afluentes del río Volga, y el del río Yeléts, afluente del río Don. Los tártaros de Crimea, quienes habían perfeccionado sus tácticas de ataque, penetraban siguiendo la línea divisoria de aguas entre las cuencas del Volga y del Don. El camino principal hacia Moscú seguido en estas invasiones era denominado como Muravski shliaj (Camino de Muravski), partiendo desde la fortaleza tártara de Perekop en el istmo de Perekop que unía la península de Crimea con el continente atravesando las Estepas Salvajes hasta alcanzar la fortaleza rusa de Tula, que bloqueaba el acceso más al norte. Habiendo penetrado así profundamente en el área poblada, unos 100-200 kilómetros, los tártaros se desplegaban, regresando hacia atrás, ahora con sus alas bien desplegadas, saqueando los pueblos que encontraban y esclavizando a sus habitantes. Los habitantes cautivos se ponían a la venta a Turquía.
Cada año el Principado de Moscú movilizaba por la primavera hasta a 65 000 soldados para la vigilancia en sus fronteras frente a las incursiones tártaras. Las líneas defensivas puestas en pie por los rusos consistían en un conjunto de fortalezas y ciudades, a la vez que los cosacos y los nobles jóvenes prestaban servicios de patrullas móviles que vigilaban los desplazamientos de los tártaros de Crimea, así como de la Horda de Nogai en la estepa. Precisamente para protegerse de las invasiones de la Horda de Nogái, que vagaba por la región comprendida entre los ríos Irtysh y Volga, se fundaron en el Volga las ciudades de Samara (en 1586), Tsaritsyn (en 1589) y Sarátov (en 1590).
Anualmente, la población rusa del área fronteriza padecía las invasiones tártaras, que no permitían el establecimiento de los colonos y campesinos en la zona del sur, donde las tierras eran mucho más fértiles para usos agrícolas, además de la importante carga que suponía para la economía el alistamiento de un tan elevado número de soldados. Ambos factores, debidos a una única causa, las invasiones tártaras, retrasaron el desarrollo económico y social del país.
Las invasiones que supusieron un mayor peligro tuvieron lugar en 1517, 1521 (ésta con el apoyo del Janato de Kazán), 1537 (también con apoyo del Janato de Kazán, además de Lituania y el Imperio otomano), 1552, 1555, 1570-1572, 1589, 1593, 1640, 1666-1667 (apoyado por la Mancomunidad polaco-lituana), 1671 y 1688.

## Las grandes incursiones de 1570-1572
En 1570 una gran horda de tártaros de Crimea devastó el área de Riazán, cercana a Moscú, casi sin encontrar resistencia.
En mayo de 1571 un ejército de 120 000 tártaros de Crimea y de hombres de la Horda de Nogai (tanto la grande como la pequeña) sobrepasaron las defensas de Sérpujov en el río Oká cerca de Moscú (hoy en el Óblast de Moscú), atravesaron el río Ugrá flanqueando a un Ejército ruso de tan sólo seis mil hombres. No disponiendo de fuerzas suficientes como parar el avance tártaro, unido a la sorpresa causada por el ataque tártaro, el ejército ruso retrocedió hasta Moscú. La población rusa de las zonas rurales también huyó para refugiarse en la capital. De este modo, los tártaros devastaron las ciudades y pueblos que habían quedado sin protección y pueblos alrededor de Moscú, llegando incluso a incendiar los suburbios de la propia capital. En el plazo de tres horas Moscú quedó reducido a cenizas. Cuando al día siguiente los tártaros partieron por la estepa de regreso hacia Riazán, llevaban consigo a 150 000 rusos esclavizados. Los cronistas contemporáneos recogieron la cifra de 800 000 víctimas de la invasión tártara de 1571.
Después de quemar Moscú, el jan de Crimea, Devlet I Giray, apoyado por el Imperio otomano, proyectaba la conquista total del principado de Moscú. De ese modo, en 1572 repitió la invasión tártara de Rusia, pero fue derrotado en la batalla de Molodi. En julio-agosto de ese año. la horda de ciento veinte mil combatientes de Devlet I Giray de Crimea fue derrotada por los rusos mandados por los príncipes Mijaíl Ivánovich Vorotynski y Dmitri Ivánovich Jvorostinin.
No obstante, a pesar de la derrota sufrida, el Janato de Crimea siguió exigiendo y percibiendo un tributo al Principado de Moscú hasta 1680.